# Louis-Casimir Colomb
Louis-Casimir Colomb ( 1834 - c. de 1890-91) foi um historiador e escritor francês, marido de Joséphine-Blanche Bouchet, também ela escritora sob o nome de « Mme J. Colomb ». Foi professor agregado à Universidade, professor no Liceu de Versailles, tradutor e ilustrador.